# Varnado maurus
Varnado maurus là một loài tò vò trong họ Ichneumonidae.